# Nazionale femminile di hockey su ghiaccio dell'Austria
La nazionale di hockey su ghiaccio femminile dell'Austria è controllata dalla Federazione di hockey su ghiaccio dell'Austria, la federazione austriaca di hockey su ghiaccio, ed è la selezione che rappresenta l'Austria nelle competizioni internazionali femminili di questo sport.